# Kittifix
Kittifix ist ein Alleskleber, der bereits in der DDR hergestellt wurde. Neben Duosan Rapid war er dort das bekannteste Produkt dieser Art.
Entwickelt wurde der Klebstoff von dem VEB Chemisch-Technische Werke Leipzig, Werk Schuhchemie Leipzig (Ehemals Atlas-AGO Chemische Fabrik, gegründet 1916) und 1947 als Markenname geschützt.
Ursprünglich wurde der Klebstoff in 50-Gramm-Aluminium-Tuben mit Polyethylen-Schraubdeckel von dem inzwischen in VEB Schuhchemie Mölkau genannten Unternehmen zum Preis von EVP M –,78 angeboten. Die Tuben waren weiß lackiert und rot beschriftet, das Lösungsmittel des Klebstoffes Aceton löste auch diesen Lack.
Nach der Wende wurde der Klebstoff von der dann Mölkauer Klebstoff GmbH in einer 30 g Aluminium Tube vertrieben.
Seit Anfang 2023 wird von der Möko Klebstoff GmbH in Leipzig eine ganze Produktfamilie von Klebstoffen unter der Dachmarke Kittifix hergestellt.